# Litsea pentagona
Litsea pentagona är en lagerväxtart som beskrevs av Elmer Drew Merrill. Litsea pentagona ingår i släktet Litsea och familjen lagerväxter. Inga underarter finns listade i Catalogue of Life.